# 奥苏乔圣山

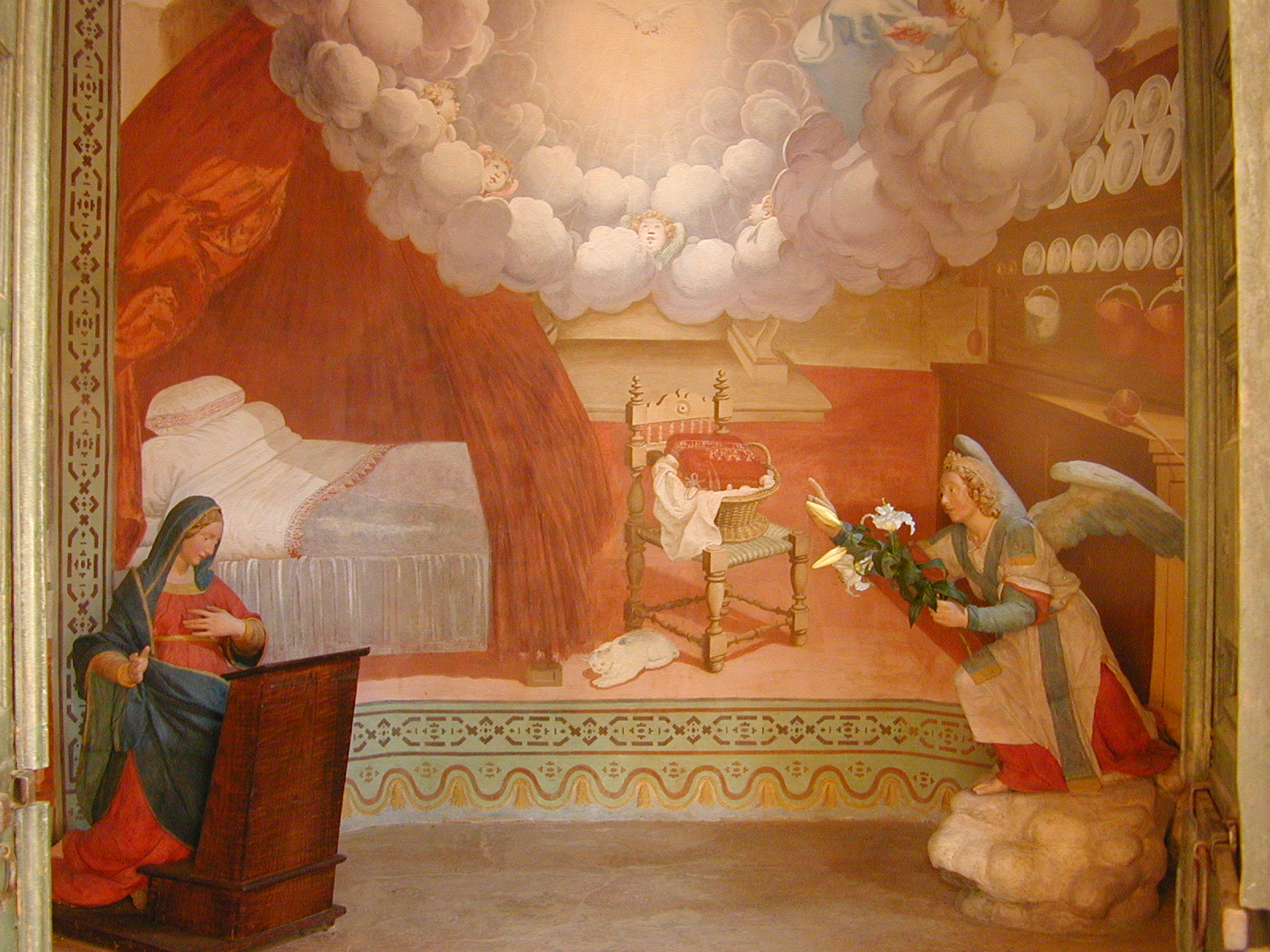

奥苏乔圣山（Sacro Monte di Ossuccio）是意大利北部的九座皮埃蒙特和伦巴第的圣山之一，位于伦巴第科莫省奥苏乔，于2003年被列为世界遗产。 
奥苏乔圣山位于科莫湖西岸贝尔加莫阿尔卑斯山脉200米高的山岩之上。距离科莫市25km。十四小堂建于反宗教改革时期，1635和1710年之间，为典型的巴洛克风格。